# Gilles Marsolais
Gilles Marsolais (* 1939) ist ein kanadischer Filmkritiker und Autor. 

## Leben
Am Département d’histoire de l’art et d’études cinématographiques der Universität Montreal gründete Marsolais 1973 das Programm für Filmstudien, das er bis 1988 leitete. In dieser Zeit rief er auch die Ateliers de critique cinématographique ins Leben, dessen Leitung er 25 Jahre innehatte. Weiterhin ist er Gründer des Filmkritikerverbandes Association québécoise des critiques de cinéma (AQCC) in der Fédération internationale de la presse cinématographique.
Viele Jahre schrieb Marsolais Filmkritiken für die Zeitung Le Devoir und die Zeitschrift Vie des Arts. Ab 1988 war er Mitglied der Redaktion der Zeitschrift 24 Images. Sein Buch L’aventure du cinéma direct revisitée, dessen erste Auflage 1974 erschien, ist ein Standardwerk über das Direct Cinema.

## Schriften
- L’aventure du cinéma direct revisitée (1974)
- Le film sur l’art, l’art et le cinéma: fragments, passages (2005)
- Cinéma québécois. De l’artisanat à l’industrie (2011)
- Cinémas du Monde: Tout image es porteuse d'un point de vue (2012)